# プロトロサウルス
プロトロサウルス (Protorosaurus) は、「原始的なトカゲ」の学名を持つ基盤的な双弓類に属する小型爬虫類。本種はペルム紀後期のドイツとブラジルに生息し、小動物(主に無脊椎動物)を食料としていた。なおモササウルス科のプロトサウルスとは無関係である。

## 概要

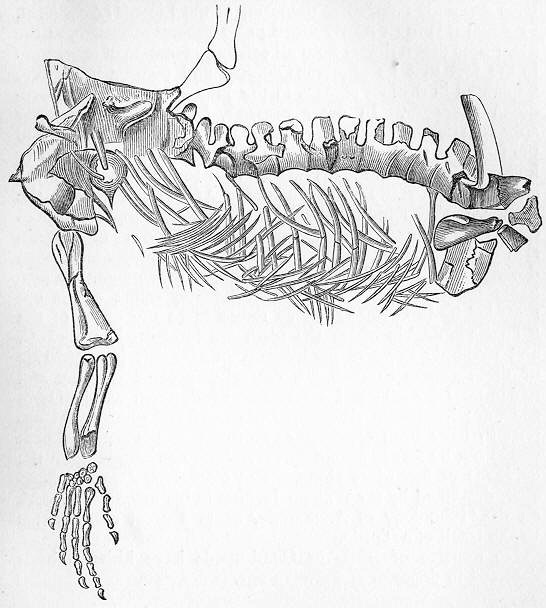
プロトロサウルスの骨格スケッチ

プロトロサウルスは最大で全長約2メートルまで成長した。四肢と頸部が細長く、レースオオトカゲのような陸棲オオトカゲの手足を更に伸長させたような外見をしている。この体型は、本種の動きが敏捷であることを示唆しており、素早い動きで主に小動物(例昆虫)を食べていた可能性が高い。現在の小型有鱗類(例トカゲ)と似た細く頭と歯を持っていた事も、そうした生態を裏付けている。

## 分類
プロトロサウルスは、ワニや恐竜などの主竜類(主竜形類)において最古級のメンバーである。これはMartín D. Ezcurraが2016年に行った主竜類の系統解析を準拠としており、系統樹ではタニストロフェウス以下、エニグマストロフェウス (Aenigmastropheus) 以上の位置とされた。
なお本種自体は、三畳紀前期のポーランドから産出したチャトコビエラ (Czatkowiella) と密接に関連していた。